# On jeûnera demain
Pour plus de détails, voir Fiche technique et Distribution.
On jeûnera demain (Tomorrow We Diet) est un court métrage d'animation américain de la série de Dingo, sorti le 29 juin 1951 aux États-Unis, réalisé par les studios Disney.

## Synopsis
Dingo, ici sous le nom de George Geef, décide qu'il doit maigrir et entame un régime. Mais durant ses efforts son miroir commence à lui parler.

## Fiche technique
- Titre original : Tomorrow We Diet
- Autres titres[1] :
  - Finlande : Huomenna laihdutetaan
  - Suède : Jan Långben håller diet, Långben på bantarkurs
- Série : Dingo
- Réalisateur : Jack Kinney
- Scénariste : Dick Kinney, Milt Schaffer
- Voix : Pinto Colvig (Dingo), John McLeish (narrateur)
- Producteur : Walt Disney
- Société de production : Walt Disney Productions
- Animateur[1],[2] : Edwin Aardal, Hugh Fraser, John Sibley, Harvey Toombs
- Layout : Al Zinnen
- Décors : Dick Anthony
- Effets d'animation[1] : Dan McManus
- Distributeur : RKO Radio Pictures et Buena Vista Pictures
- Musique : Joseph S. Dubin
- Date de sortie : 29 juin 1951[3]
- Format d'image : Couleur (Technicolor)
- Son : Mono (RCA Sound System)
- Durée : 6 min 43 s[2]
- Langue : Anglais
- Pays :  États-Unis

## Voix françaises

### 1erdoublage (années 1970)
- Jacques Dynam : Dingo et son double
- Michel Gudin : le narrateur
- Jacques Marin : le barman

### 2edoublage (1990)
- Gérard Rinaldi : Dingo et son double

## Commentaires
Dingo porte ici pour la seconde fois le pseudonyme de George Geef, après Cold War sorti un mois plus tôt.